# SAE J1708
Das Netzwerkprotokoll SAE J1708 beschreibt die Kommunikation auf einem Datenbus in Nutzfahrzeugen zur Übermittlung von Diagnosedaten (z. B. Motordrehzahl, Temperatur) und Steuerungsinformationen.

## Einsatzbereich
Das Protokoll wurde von der internationalen Society of Automotive Engineers (SAE) definiert und arbeitet auf dem Physical Layer mit 9600 Bit/s. Der Anwendungsschwerpunkt liegt im Bereich des Antriebsstrangs und Chassis von Nutzfahrzeugen. Zum Einsatz kommt das Protokoll dabei in schweren Fahrzeugen sowohl für Straßen- als auch Offroad-Betrieb (Baumaschinen).
Die Anwendungsebene beläuft sich dabei sowohl auf die Datenübertragung im Fahrbetrieb zwischen Komponenten wie den Steuergeräten (ECU) als On-Board-Kommunikation oder On-Board-Diagnose, als auch für die Off-Board-Kommunikation zwischen Fahrzeug und einem externen Diagnosegerät (bspw. PC).

## Protokoll
Hardware und Protokoll sind ähnlich RS-485. Der Standard definiert ein 2-Draht-Kabel, das bis zu 40 m lang sein kann und mit 9600 Bit/s arbeitet. Eine Nachricht kann aus bis zu 21 Zeichen bestehen, es sei denn, der Motor wurde gestoppt und das Fahrzeug bewegt sich nicht. In dem Fall darf der Sender die Länge von 21 Byte pro Nachricht überschreiten. Nachrichten beginnen mit einem Zeichen als  Message-ID (MID) und enden mit einer Prüfsumme. Zeichen werden im 8N1-Format (8 Nutzdatenbytes, keine Parität, 1 Stoppbit) übertragen.

## Steckerpinbelegung

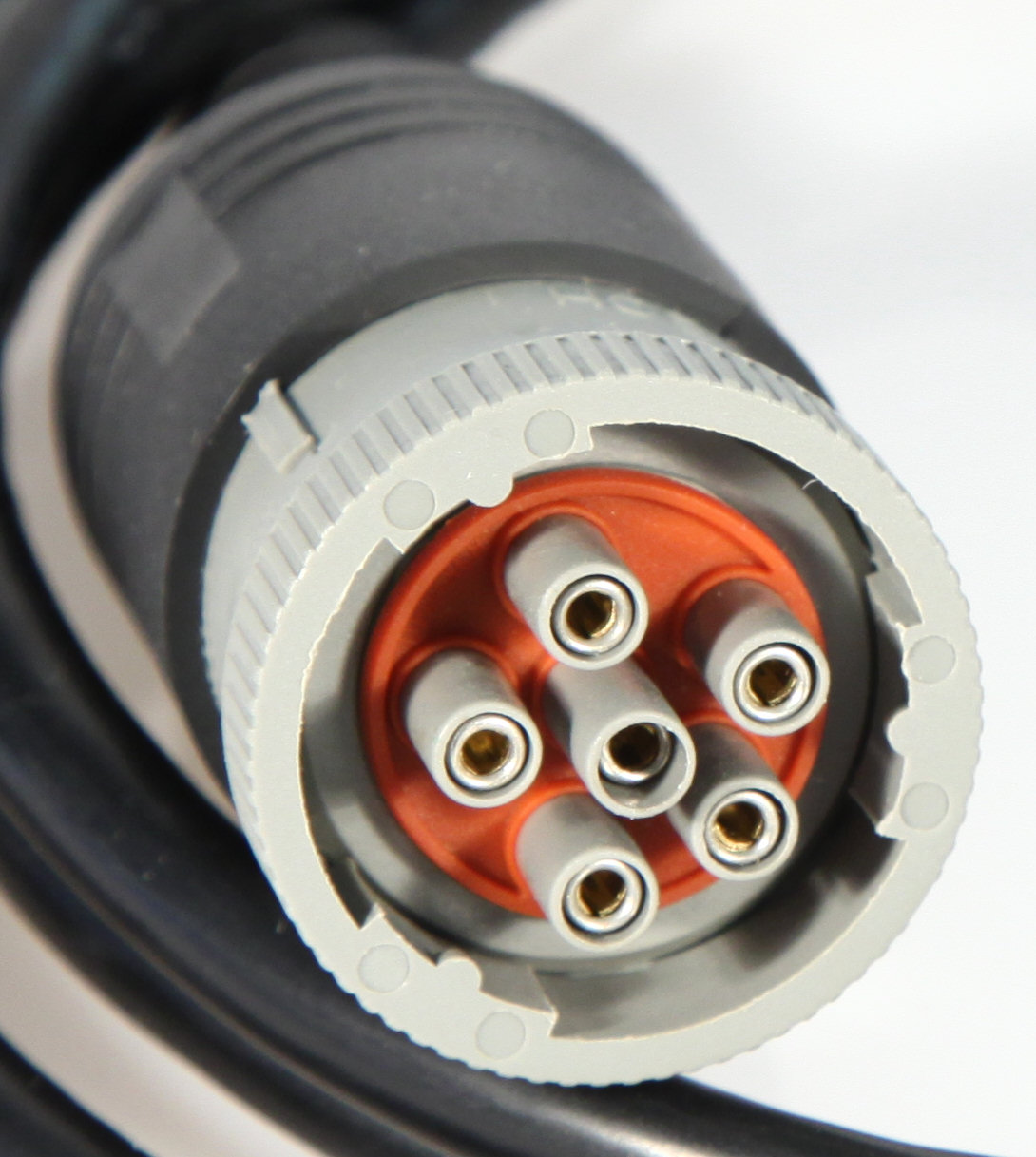
J1708 Stecker
J1708 Pinout

| Pin | Funktion              |
| --- | --------------------- |
| A   | J1708+ (Data A, ATA+) |
| B   | J1708- (Data B, ATA-) |
| C   | Batterie +            |
| D   | -                     |
| E   | Masse/GND             |
| F   | -                     |

- J1708 Stecker
- J1708 Pinout